# Ordre de Saint-Antoine-en-Barbefosse
Ne doit pas être confondu avec Ordre hospitalier de Saint-Antoine.
L'ordre de Saint-Antoine-en-Barbefosse était un ordre de chevalerie hainuyer fondé au XIVe siècle.

## Histoire
Il existait un document de 1598, aujourd'hui perdu, mais qui avait été recopié au XVIe siècle. Cette copie de 33 pages fut détruite par l'incendie qui se déclara lors du bombardement de Mons pendant la Dernière Guerre mondiale. Il nous faisait découvrir un ordre de chevalerie antérieur à celui de la Toison d'or et qui était accessible aussi bien aux hommes qu'aux femmes. Voici l'histoire de l'ordre de Saint-Antoine-en-Barbefosse.

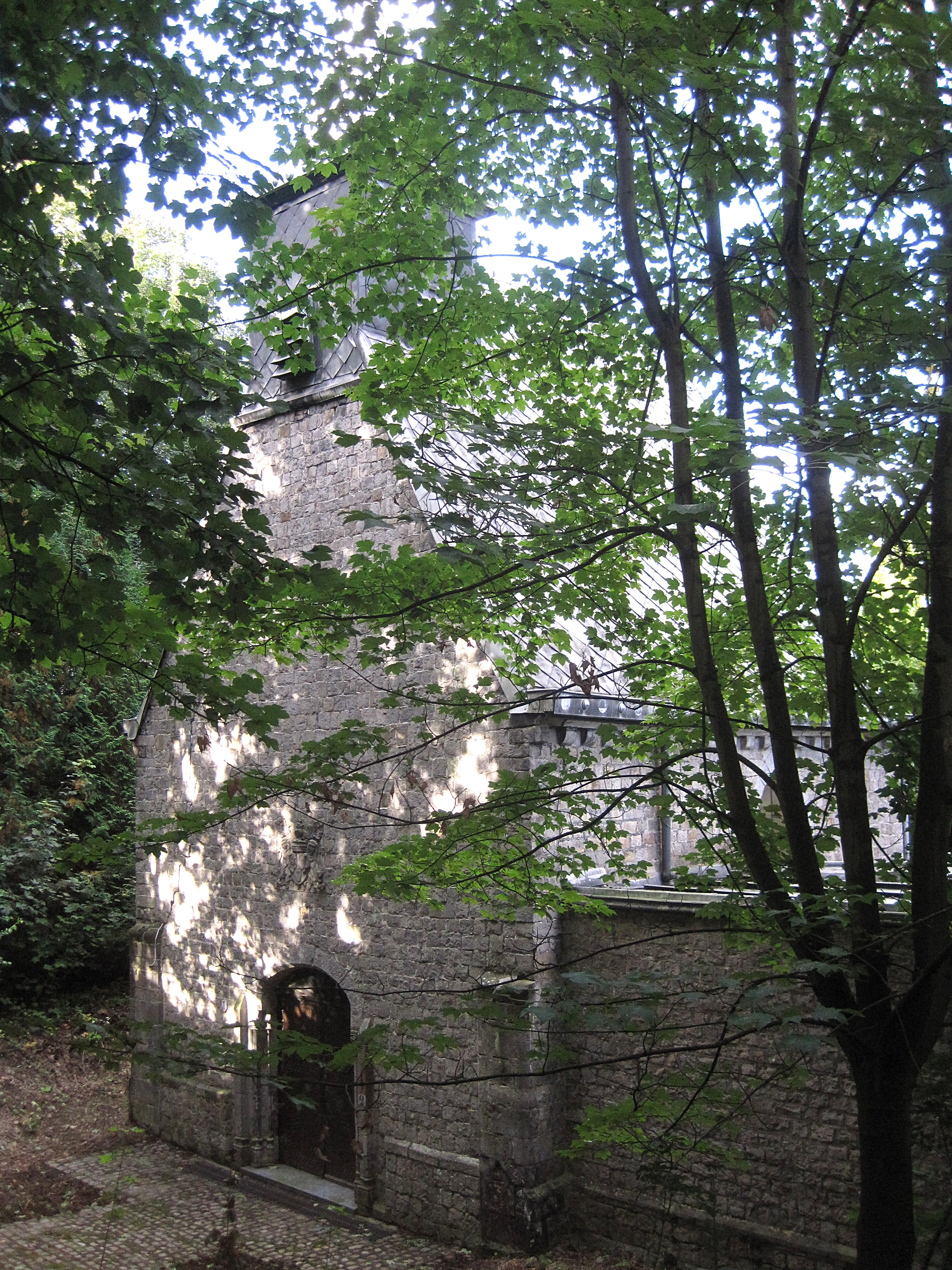
Chapelle de Saint-Antoine en Barbefosse construite entre 1389 et 1409 par les chevaliers de l’Ordre de Saint-Antoine-en-Barbefosse.

Nous sommes en 1352 sur la route de Jérusalem. Quelques chevaliers hainuyers sont encerclés par les Turcs. Leur situation est désespérée et ils promettent de se vouer à saint Antoine s'ils parviennent à s'en sortir.
De retours sains et saufs, ces seigneurs n'oublient pas leur promesse et commencent par créer un emblème : ce sera un tau d'or sur champs de gueules. Chaque chevalier de l'Ordre devra porter ce signe en or ou en argent pendu au cou par un collier qui représente une corde à nœuds. Le tout devant être légué à l'Ordre qui par sa revente pourra accumuler des fonds pour construire une chapelle.

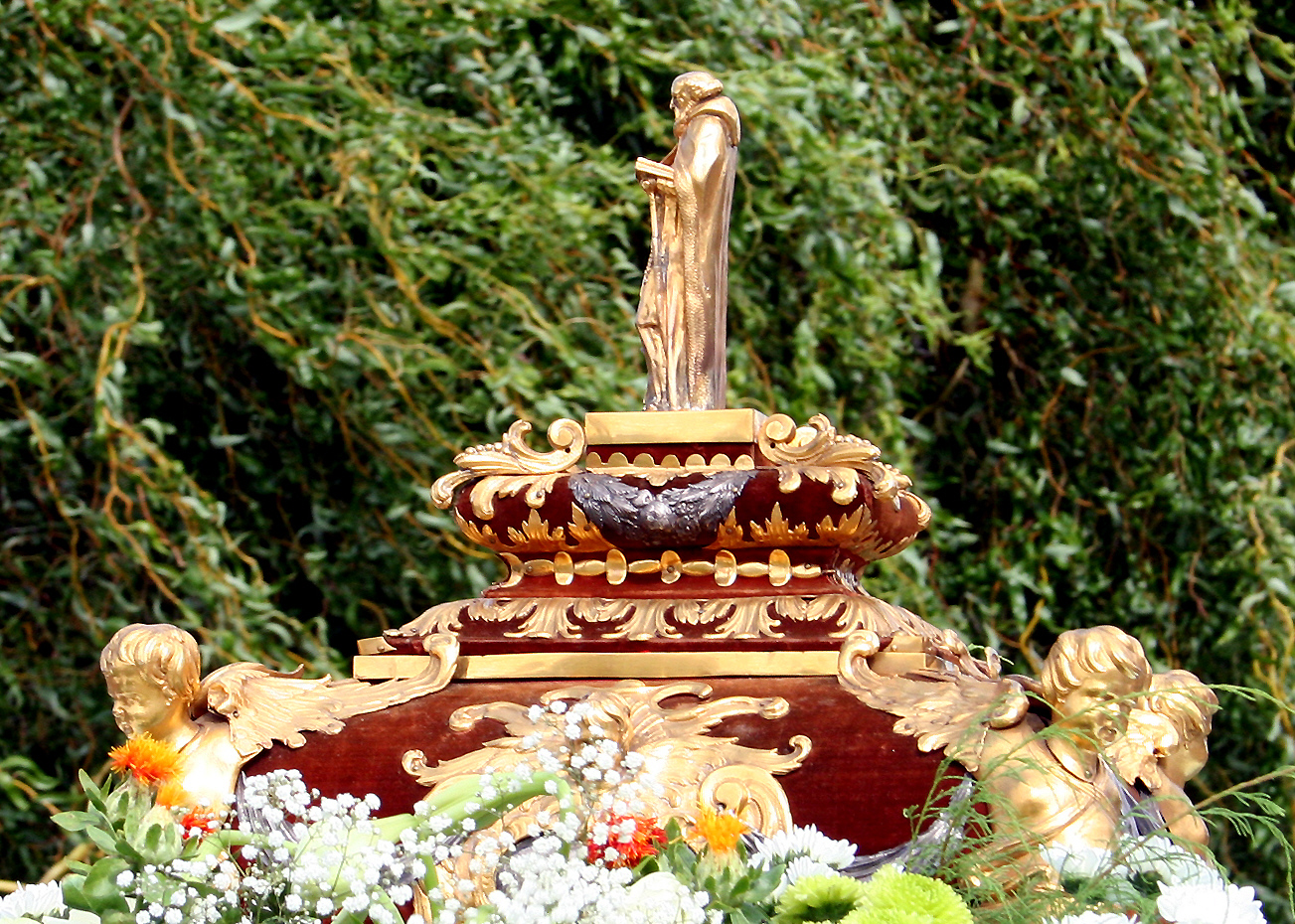
Reliquaire de Saint-Antoine en Barbenfosse à la procession d'Havré.

Ils demandent au pape Clément VII l'autorisation de fonder l'Ordre et de construire un bâtiment de culte. Le pape les oblige à obtenir l'aval de l'Ordre de Saint-Antoine-en-Viennois. La réponse des antonins fut négative car ils ne permettaient pas qu'il existe un lieu de culte dédié à saint Antoine qui ne leur appartiendrait pas. Nos preux chevaliers décident alors de passer outre de cette décision et de faire un oratoire dans la ville de Mons. Les chanoines du Val des Écoliers, craignant l'excommunication, refusèrent de céder un lieu pour honorer ce saint. Ni l'église Saint-Pierre, ni Saint-Martin ne voulurent accepter. Assez dépités, mais ne perdant pas courage, ils élurent un roi, un connétable et un maréchal de l'Ordre.
En 1362, un connétable au cours d'une promenade dans le bois d'Havré, eut son attention attirée par une clairière de 30 pieds carrés, calme et où il y avait « d'odoriférantes odeurs aromatiques ». L'endroit devint un lieu de promenade très agréable, ce que ne manqua pas de faire le seigneur du lieu, Gérard II d'Enghien, seigneur d'Havré, dit 'le Barbe.
Ce seigneur étant favorable aux idées de ses amis de l'Ordre y fut admis. On plaça alors dans cette dénivellation, une croix, une statue de la Vierge et une autre de saint Antoine. Un ermite s'y installa après avoir obtenu une chambre et un petit oratoire.
C'est peu de temps après qu'un Montois suivi d'un habitant de Gottignies obtinrent guérison. Ils furent quittes du « mal des ardents » ou « feu de saint Antoine » appellation donnée car le malade souffrait d'avoir le « ventre dévoré par le feu », c'était la peste ! Saint Antoine était à l'époque réputé pour guérir toutes les maladies contagieuses.
En 1400, l'épidémie ravagea le Hainaut et une foule considérable accourut vers le petit oratoire. Ce fait donna l'idée au connétable d'y placer un tronc qui servirait à la construction d'une chapelle. Gérard d'Enghien accepta d'offrir cette fosse pour y construire un petit bâtiment dédié à saint Antoine et fut nommé roi de l'Ordre. Avec l'argent des troncs, les legs de colliers de l'Ordre, les pierres extraites de la carrière d'Havré et les ouvriers engagés par le seigneur d'Havré, le chœur de la chapelle fut érigé. Cette chapelle s'appellera Saint-Antoine-en-Barbefosse : Barbe pour remercier Gérard d'Enghien et Fosse parce qu'elle se situait dans une dénivellation naturelle. Gérard y plaça à ses frais quatre religieux de Saint-Antoine et ce malgré un nouveau refus des Antonins.

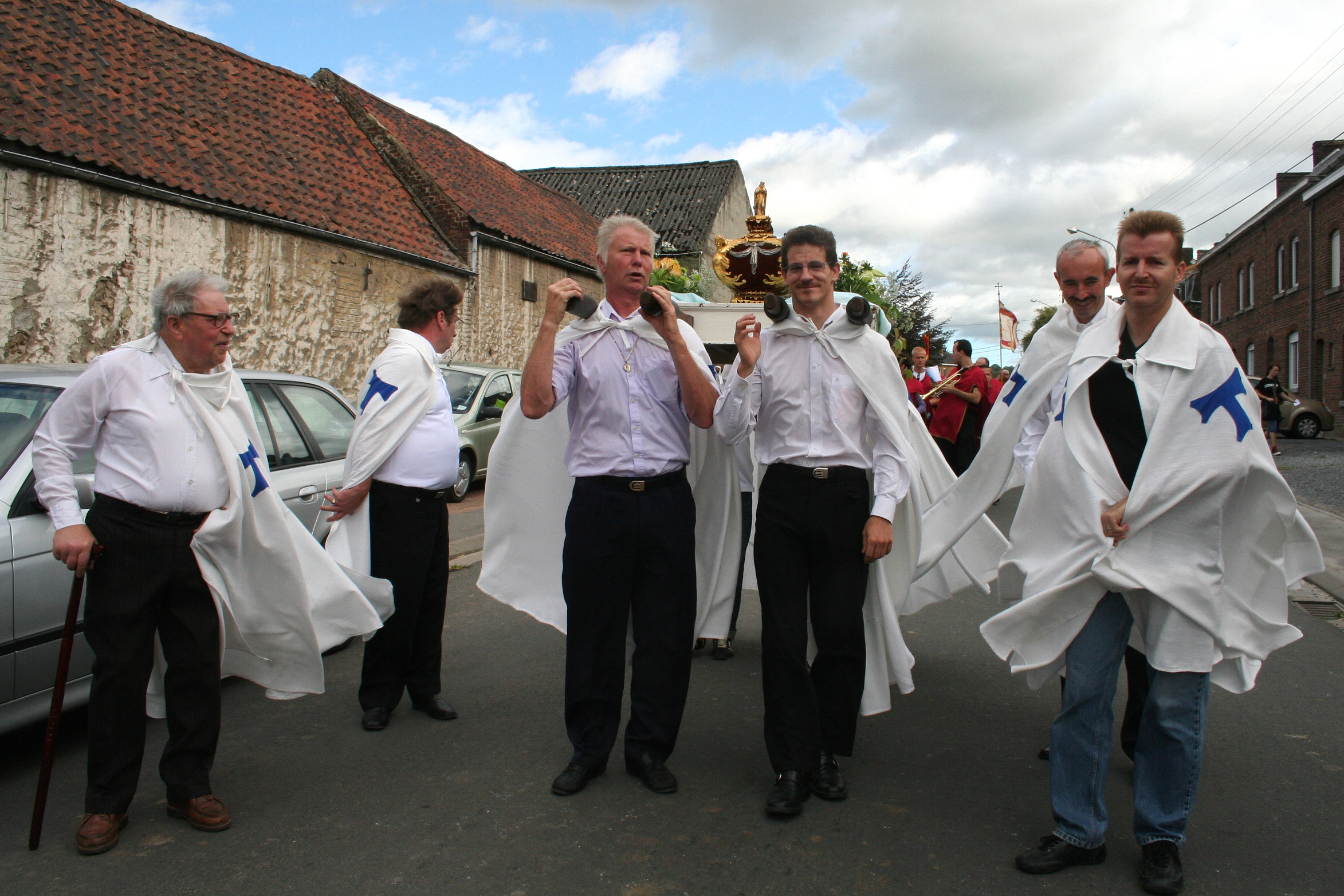
Porteurs du reliquaire de Saint-Antoine en Barbenfosse à la procession d'Havré.

De nos chroniques familiales, une rectification sur "Le mal des Ardents".
1316 Histoire du pays franc.

Le mauvais temps a gâté les vignes et les vignobles, il a pourri les récoltes et celles-ci sont si mauvaises que le pays connaît une famine générale. En certains endroits, il fallut cacher les jeunes enfants pour les soustraire à l’appétit des amateurs de chair fraîche. À Tournai, les vivres atteignent des prix insensés : six livres pour une rasière de sel, soixante sols pour une rasière de blé et encore on ne parvient pas toujours à en trouver à ce prix ! Beaucoup en sont réduits à faire un genre de pain mélangé de fèves, d’orge, de seigle, et de tout ce qu’on peut y mettre. Seigle plus temps pourri donne ingestion de l’ergot et mal des ardents. La chorée, le mal des Ardents" familièrement appelée « la danse de Saint-Guy » est une infection des centres nerveux donnant des mouvements sporadiques incontrôlables, affectant une danse folle qui finit toujours par la mort. L’agent infectieux se trouve dans l’ergot de seigle. Par beau temps, il y en a peu et on les enlève à la main. Mais par temps pluvieux, ils prolifèrent et la famine aidant, il est tentant pour le fermier de les laisser dans la farine pour en augmenter le poids. D’autant plus qu’à l’époque, on ignore tout de la façon dont le mal des ardents se propage. Le Nord de l’Europe y perdra 1/3 de ses habitants. Rien qu’à Tournai, il meurt plus de 12 000 personnes, chiffre si élevé "qu’aucun être alors vivant n’en avait jamais vu de semblable ou ouï parler". Les prêtres ne savent plus de quel côté se tourner. L’air est si corrompu que le Magistrat donne l’ordre d’ensevelir les corps hors les murs.(M.M.H.)
En 1412, Gérard réitéra sa requête appuyé par le comte Guillaume IV et le duc Jean sans Peur et en 1415 ils eurent enfin la permission de construire une église, une commanderie et une maison au nom de Saint-Antoine à condition que les bâtiments, les rentes et les revenus appartiennent au monastère du Viennois et qu'une rente de 200 livres soit offerte au commandeur. Quatre moines, aidés de trois clercs, pourvoiront aux services religieux. Gérard fonda l'office canonial et fit dédicacer la petite église qui reçut de nombreuses reliques placés dans de somptueux reliquaires achetés avec l'argent de l'Ordre.
En 1418, le comte de Hainaut offre une verrière fabriquée par le maître verrier Rigaut de Mons et en 1419 sa veuve, la comtesse Marguerite, offre un vitrail représentant un calvaire accosté par la donatrice et peint par Jacquemart Gauthier.
Loin d'être un petit Ordre régional, Marguerite de Hainaut, épouse de Jean sans Peur, Jean IV duc de Brabant, Jacqueline de Hainaut et de nombreux autres chevaliers bien connus de l'histoire y figuraient entre autres.

## Sources
- « Annales du cercle archéologique de Mons » t.XIX